# Котула (Тексас)
Котула (енгл. Cotulla) град је у америчкој савезној држави Тексас. По попису становништва из 2010. у њему је живело 3.603 становника.

## Демографија
Према попису становништва из 2010. у граду је живело 3.603 становника, што је 11 (0,3%) становника мање него 2000. године.
| Група             | 2000.         | 2010.         |
| Белци             | 546 (15,1%)   | 428 (11,9%)   |
| Афроамериканци    | 23 (0,6%)     | 21 (0,6%)     |
| Азијати           | 18 (0,5%)     | 7 (0,2%)      |
| Хиспаноамериканци | 3.020 (83,6%) | 3.146 (87,3%) |
| Укупно            | 3.614         | 3.603         |